# 保守民主
保守民主（Conservative democracy）是土耳其右派執政黨正義與發展黨領袖雷杰普·塔伊普·埃尔多安在早期提出來的一種政治理念。但是隨著正發黨的右翼奧斯曼主義傾向日發凸顯，該思想逐漸淡化并被新奧斯曼主義取而代之。